# Anacaenini
Tribu
Synonymes
- Horelophini

Les Anacaenini sont une tribu de coléoptères de la sous-famille des Hydrophilinae (famille des Hydrophilidae).

## Liste des genres
Selon BioLib (20 juin 2025) :
- Anacaena C.G. Thomson, 1859
- Crenitis Bedel, 1881
- Crenitulus Winters, 1926
- †Cretocrenis Fikáček et al., 2017
- Notionotus Spangler, 1972
- Notohydrus Balfour-Browne, 1939
- Paracymus C.G. Thomson, 1867
- Phelea Hansen, 1999

## Classification
La tribu des Anacaenini est décrite par Michael Hansen (d) en 1991.

### Publication originale
- (en) Michael Hansen, « The hydrophiloid beetles: phylogeny, classification and a revision of the genera (Coleoptera, Hydrophiloidea) », Biologiske skrifter, 1991, vol. 40 p. 1-137  (ISBN 87-7304-226-9)